# Oratorio dell'Immacolatella
L'oratorio dell'Immacolatella è un edificio di culto barocco situato nel centro storico di Palermo. È ubicato tra la chiesa di San Francesco d'Assisi e l'oratorio di San Lorenzo.

## Storia
- 1725 - 1726, luogo di culto ricavato in un complesso di via Immacolatella, costruito sotto la direzione dell'architetto Gaetano Lazzara per conto della Compagnia dell'Immacolata sulle fondamenta di un edificio preesistente.

## Esterno
La costruzione è a tre elevazioni con pregevolissimo portale incorniciato da colonne binate, capitelli ionici e volute ortogonali, sormontato da timpano triangolare spezzato con nicchia intermedia ospitante la statua raffigurante l'Immacolata Concezione  circondata da putti e angeli.

## Interno

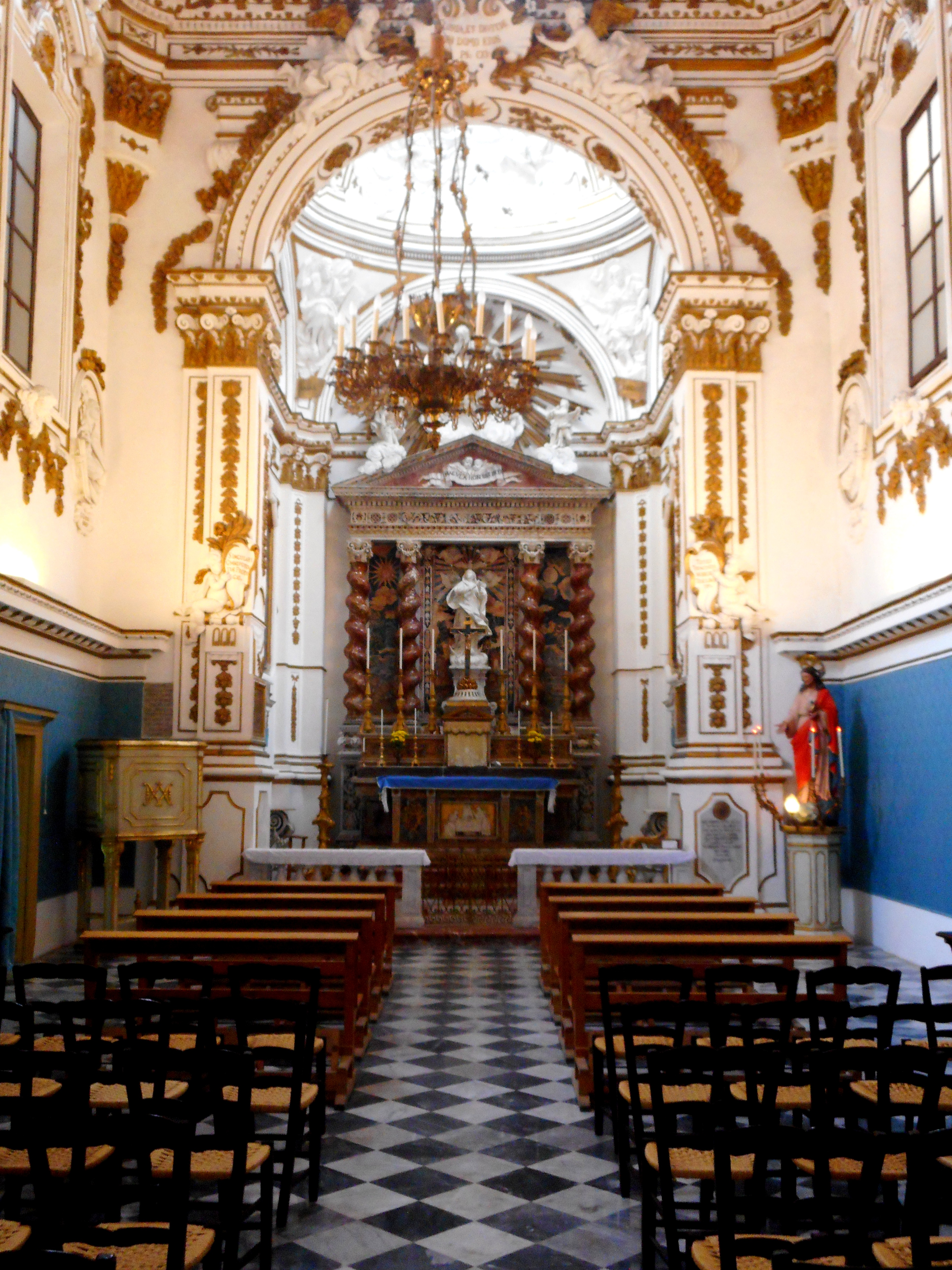
Interno.

Sulle pareti dell'antioratorio spiccano due medaglioni in stucco raffiguranti san Gioacchino e sant'Anna genitori della Vergine e alcuni rilievi marmorei che descrivono l'Annunciazione e la Fuga in Egitto.
Nella controfacciata dell'aula è ricavata la cantoria con balconata lignea. Le porte laterali sono sormontate da medaglioni in stucco raffiguranti in bassorilievo San Francesco a sinistra e San Bonaventura da Bagnoregio a destra.
L'affresco del soffitto con scene della vita della Vergine Maria è opera di Vincenzo Bongiovanni: Trionfo della Madonna in cielo raffigurante la Santissima Trinità che accoglie la Vergine mentre l'arcangelo Michele scaccia Lucifero e gli altri angeli ribelli. La scena centrale è attorniata da altre quattro raffigurazioni: la Presentazione della Vergine al Tempio, l'Annunciazione, la Natività con angeli musicanti e la Visitazione.
L'interno è decorato con stucchi di Procopio Serpotta e del suo collega Vincenzo Perez realizzati nel 1726. I medaglioni alle pareti mostrano i quattro Padri della Chiesa: San Girolamo, Sant'Agostino, San Gregorio Magno, Sant'Ambrogio e tra gli altri San Cirillo di Alessandria, San Sofronio di Gerusalemme, San Giovanni Crisostomo e il Sant'Anastasio. Nel presbiterio sono raffigurati i profeti: Isaia, Ezechiele, Geremia, Baruc e molti Simboli Mariani. Due tele del XVIII secolo completano le decorazioni: l'Assunzione di Maria in cielo e la Presentazione di Gesù al Tempio.
Sull'altare è custodito il bellissimo simulacro dellImmacolata risalente al '600 posto tra due coppie di colonne tortili in marmo rosso che sostengono il frontone, costituito da un timpano triangolare intero con angeli sulle sime. Al centro di esso spicca un cartiglio sorretto da putti con il motto mariano "MACULA NON EST IN TE". Al centro sotto l'arco l'effige in stucco dell'Altissimo su nimbi e putti contornato da raggiera dorata. Sul fronte della mensa è presente un pregevole paliotto in altorilievo.

## Compagnia dell'Immacolata
- 1575, Fondazione della Compagnia dell'Immacolata.[2] La compagnia inizialmente utilizzò la Cappella di San Giorgio o «Cappella dei Genovesi» nel convento di San Francesco d'Assisi che era stata abbandonata dalla comunità ligure nel 1576.[3]
- 1579, L'associazione acquistò dalla Compagnia di San Lorenzo alcuni caseggiati contigui alla chiesa di San Francesco d'Assisi e iniziò la fabbrica del proprio oratorio.[3] La Compagnia aveva una duplice finalità: assistere spiritualmente i confrati e promuovere il culto dell'Immacolata, in particolare, era obbligo per la compagnia la partecipazione con il proprio simulacro dell'Immacolata alla processione dell'ultima domenica del mese e a quella solenne dell'otto di dicembre. Nel tempo la compagnia dell'Immacolatella divenne uno dei più ricchi e ragguardevoli sodalizi religiosi della città.